# Gérard Debreu
Gérard Debreu (Calais, 4 de julho de 1921 — Paris, 31 de dezembro de 2004) foi um economista estadunidense (naturalizado em 1974) de origem francesa. Foi laureado com o Prémio de Ciências Económicas em Memória de Alfred Nobel de 1983.

## Biografia
Seu pai era sócio de seu avô materno na fabricação de rendas, tradicional indústria de Calais. Debreu ficou órfão muito jovem, pois seu pai se suicidou e sua mãe morreu de causas naturais. Antes do início da Segunda Guerra Mundial, ele recebeu seu bacharelado e foi para Ambert para começar a se preparar para o exame de admissão de uma grande école. Mais tarde, ele se mudou de Ambert para Grenoble para completar sua preparação, ambos os locais sendo em Vichy, França, durante a Segunda Guerra Mundial. Em 1941, foi admitido na École Normale Supérieure em Paris, junto com Marcel Boiteux. Ele foi influenciado por Henri Cartan e os escritores Bourbaki. Quando ele estava prestes a fazer os exames finais em 1944, ocorreram os desembarques na Normandia e ele, em vez disso, alistou-se no exército francês. Foi transferido para treinamento na Argélia e serviu nas forças de ocupação francesas na Alemanha até julho de 1945. Debreu foi aprovado nos exames da Agrégation de Mathématiques no final de 1945 e início de 1946. Nessa época, ele já se interessava por economia. particularmente na teoria do equilíbrio geral de Léon Walras. De 1946 a 1948, ele foi assistente no Centre National de la Recherche Scientifique. Durante esses dois anos e meio, ele fez a transição da matemática para a economia. Em 1948, Debreu foi para os Estados Unidos com uma bolsa Rockefeller que lhe permitiu visitar várias universidades americanas, bem como aquelas em Uppsala e Oslo em 1949-1950.
Debreu casou-se com Françoise Bled em 1946 e tiveram duas filhas, Chantal e Florence, nascidas em 1946 e 1950 respectivamente.
Debreu morreu em Paris aos 83 anos de causas naturais na véspera de Ano Novo de 2004.

## Carreira acadêmica
Debreu começou a trabalhar como Research Associate e ingressou na Cowles Commission da University of Chicago no verão de 1950. Lá permaneceu cinco anos, retornando periodicamente a Paris.
Em 1954, ele publicou um artigo inovador, intitulado Existence of an Equilibrium for a Competitive Economy, juntamente com Kenneth Arrow, no qual eles forneceram uma prova matemática definitiva da existência de um equilíbrio geral, usando métodos topológicos em vez de métodos baseados em cálculo.
Em 1955, ele se mudou para a Universidade de Yale.
Em 1959, ele publicou sua monografia clássica, Teoria do valor: uma análise axiomática do equilíbrio econômico (Cowles Foundation Monographs Series), que é uma das obras mais importantes da economia matemática. Ele também estudou vários problemas na teoria da utilidade cardinal, em particular a decomposição aditiva de uma função de utilidade definida em um produto cartesiano de conjuntos.
Nesta monografia, Debreu estabeleceu uma base axiomática para mercados competitivos. Ele também estabeleceu a existência de um equilíbrio usando uma nova abordagem. A ideia principal de seu argumento é mostrar que existe um sistema de preços para o qual a correspondência de excesso de demanda agregada desaparece. Ele fez isso provando um tipo de teorema de ponto fixo que é baseado no teorema de ponto fixo de Kakutani. No Capítulo 7, Debreu introduziu o conceito de incerteza e mostrou como ele pode ser incorporado ao modelo determinístico. Aqui, ele introduziu a noção de uma mercadoria contingente, que é uma promessa de entregar um bem caso um certo estado de natureza seja realizado. Este conceito é muito utilizado na economia financeira, onde é conhecido como "título Arrow – Debreu".
Em 1960-61, ele trabalhou no Centro de Estudos Avançados em Ciências do Comportamento em Stanford e devotou a maior parte de seu tempo à prova complexa que apareceu em 1962 de um teorema geral sobre a existência de um equilíbrio econômico.
Em janeiro de 1962, ele começou a trabalhar na Universidade da Califórnia, Berkeley, onde obteve os títulos de Professor Universitário e Professor Emérito da Classe de 1958 de Economia e Matemática.
Durante suas licenças sabáticas no final dos anos 1960 e 1970, ele visitou universidades em Leiden, Cambridge, Bonn e Paris.
Seus estudos posteriores centraram-se principalmente na teoria das economias diferenciáveis, onde mostrou que, em geral, as funções de excesso de demanda agregada desaparecem em um número finito de pontos - basicamente, ele mostrou que as economias têm um número finito de equilíbrios de preços.
Em 1976, ele recebeu a Legião de Honra Francesa. Ele recebeu o Prêmio Banco da Suécia de Ciências Econômicas em Memória de Alfred Nobel em 1983, por ter incorporado novos métodos analíticos à teoria econômica e por sua reformulação rigorosa da teoria do equilíbrio geral. Ele era membro da International Academy of Science.
Em 1990, ele atuou como presidente da American Economic Association.

## Principais publicações

### Livros
- Debreu, Gérard (1959). The theory of value: an axiomatic analysis of economic equilibrium (PDF). New York: Wiley. OCLC 270657
- Debreu, Gérard (1986). Mathematical economics: twenty papers of Gerard Debreu. Cambridge Cambridgeshire New York: Cambridge University Press. ISBN 9780521335614

Os vinte artigos: O coeficiente de utilização de recursos · Um teorema de existência de equilíbrio social · Um problema clássico de subsídio fiscal · Existência de um equilíbrio para uma economia competitiva (por Gérard Debreu e Kenneth J. Arrow ) · Equilíbrio de avaliação e Pareto ótimo · Representação de uma ordem de preferência por uma função numérica · Equilíbrio de mercado · Economia sob incerteza · Métodos topológicos na teoria da utilidade cardinal · Novos conceitos e técnicas para análise de equilíbrio · Um teorema de limite no núcleo de uma economia (por Gérard Debreu e Herbert Scarf) · Propriedades de continuidade de utilidade paretiana · Agentes econômicos vizinhos · Economias com um conjunto finito de equilíbrios · Preferências suaves · Funções de demanda excessiva · A taxa de convergência do núcleo de uma economia · Quatro aspectos da teoria matemática do equilíbrio econômico · A aplicação à economia da topologia diferencial e análise global: economias diferenciáveis · Funções de utilidade menos côncavas
- Debreu, Gérard; Arrow, Kenneth J. (2001). Artigos de referência na teoria do equilíbrio geral, escolha social e bem-estar. Cheltenham, UK Northampton, Massachusetts, USA: Edward Elgar Publishing. ISBN 9781840645699

### Capítulos de livros
- Debreu, Gérard (1954), «Representation of a preference ordering by a numerical function», in:  Thrall, Robert M.; Coombs, Clyde H.; Raiffa, Howard, Decision processes, New York: Wiley, pp. 159–167, OCLC 639321. Pdf.
- Debreu, Gérard (1960), «Topological methods in cardinal utility theory», in:  Arrow, Kenneth J.; Karlin, Samuel; Suppes, Patrick, Mathematical models in the social sciences, 1959: Proceedings of the first Stanford symposium, ISBN 9780804700214, Stanford mathematical studies in the social sciences, IV, Stanford, California: Stanford University Press, pp. 16–26. Pdf.
- Debreu, Gérard; Scarf, Herbert (1972), «A limit theorem on the core of an economy», in:  McGuire, C.B.; Radner, Roy, Decision and organization: a volume in honor of Jacob Marschak, ISBN 9780720433135, Studies in Mathematical and Managerial Economics Series (volume 12), Amsterdam: North-Holland Pub. Co., pp. 283–297.
- Debreu, Gérard (1981), «Existence of competitive equilibrium», in:  Arrow, Kenneth J.; Intriligator, Michael D., Handbook of mathematical economics, ISBN 9780444861269, Handbook of Economics Series, Amsterdam New York, New York: Elsevier North-Holland, pp. 697–744.

### Artigos de periódicos
- Debreu, Gérard (Julho de 1951). «The coefficient of resource utilization». Econometrica. 19 (3): 273–292. JSTOR 1906814. doi:10.2307/1906814 Pdf.
- Debreu, Gérard (Abril de 1952). «Definite and semidefinite quadratic forms». Econometrica. 20 (2): 295–300. JSTOR 1907852. doi:10.2307/1907852
- Debreu, Gérard (Outubro de 1952). «A social equilibrium existence theorem». Proceedings of the National Academy of Sciences. 38 (10): 886–893. Bibcode:1952PNAS...38..886D. JSTOR 88720. PMC 1063675. PMID 16589195. doi:10.1073/pnas.38.10.886 Full text.
- Debreu, Gérard; Herstein, Israel N. (Outubro de 1953). «Nonnegative square matrices». Econometrica. 21 (4): 597–607. JSTOR 1907925. doi:10.2307/1907925 Pdf.
- Debreu, Gérard (Janeiro de 1954). «A classical tax-subsidy problem». Econometrica. 22 (1): 14–22. JSTOR 1909828. doi:10.2307/1909828 Pdf.
- Debreu, Gérard (Junho de 1954). «Numerical representations of technological change». Metroeconomica. 6 (2): 45–54. doi:10.1111/j.1467-999X.1954.tb00485.x
- Debreu, Gérard (Julho de 1954). «Valuation equilibrium and Pareto optimum». Proceedings of the National Academy of Sciences. 40 (7): 588–592. Bibcode:1954PNAS...40..588D. JSTOR 89325. PMC 528000. PMID 16589528. doi:10.1073/pnas.40.7.588 Pdf.
- Debreu, Gérard; Arrow, Kenneth J. (Julho de 1954). «Existence of an equilibrium for a competitive economy». Econometrica. 22 (3): 265–290. JSTOR 1907353. doi:10.2307/1907353 Pdf.
- Debreu, Gérard (Novembro de 1956). «Market equilibrium». Proceedings of the National Academy of Sciences. 42 (11): 876–878. Bibcode:1956PNAS...42..876D. JSTOR 89463. PMC 528356. PMID 16589963. doi:10.1073/pnas.42.11.876 Pdf.
- Debreu, Gérard (Julho de 1958). «Stochastic choice and cardinal utility» (PDF). Econometrica. 26 (3): 440–444. JSTOR 1907622. doi:10.2307/1907622 Pdf.
- Debreu, Gérard (Julho de 1959). «Cardinal utility for even-chance mixtures of pairs of sure prospects» (PDF). The Review of Economic Studies. 26 (3): 174–177. JSTOR 2295745. doi:10.2307/2295745 Pdf.
- Debreu, Gérard (1960). «Une économique de l'incertain» [Economics under uncertainty]. Économie Appliquée. 13 (1): 111–116
- Debreu, Gérard (Abril de 1960). «On 'an identity in arithmetic'». Proceedings of the American Mathematical Society. 11 (2): 220–221. JSTOR 2032959. doi:10.2307/2032959 Pdf.
- Debreu, Gérard (Setembro de 1962). «New concepts and techniques for equilibrium analysis» (PDF). International Economic Review. 3 (3): 257–273. JSTOR 2525394. doi:10.2307/2525394 Pdf.
- Debreu, Gérard; Scarf, Herbert (Setembro de 1963). «A limit theorem on the core of an economy». International Economic Review. 4 (3): 235–246. JSTOR 2525306. doi:10.2307/2525306 Pdf.
- Debreu, Gérard (Outubro de 1963). «On a theorem of Scarf». The Review of Economic Studies. 30 (3): 177–180. JSTOR 2296318. doi:10.2307/2296318
- Debreu, Gérard (Maio de 1964). «Nonnegative solutions of linear inequalities». International Economic Review. 5 (2): 178–184. JSTOR 2525561. doi:10.2307/2525561
- Debreu, Gérard (Setembro de 1964). «Contuinity properties of Paretian utility». International Economic Review. 5 (3): 285–293. JSTOR 2525513. doi:10.2307/2525513 Pdf.
- Debreu, Gérard (1967). «Integration of correspondences». Proceedings of Fifth Berkeley Symposium on Mathematical Statistics and Probability, Part 1. 2: 351–372 Pdf.
- Debreu, Gérard (Janeiro de 1967). «Preference functions on measure spaces of economic agents». Econometrica. 35 (1): 111–122. JSTOR 1909386. doi:10.2307/1909386
- Debreu, Gérard (1969). «Neighboring economic agents». La Décision. 171: 85–90
- Debreu, Gérard (Maio de 1970). «Economies with a finite set of equilibria». Econometrica. 38 (3): 387–392. JSTOR 1909545. doi:10.2307/1909545 Pdf.
- Debreu, Gérard (1974). «Four aspects of the mathematical theory of economic equilibrium» (PDF). Proceedings of International Congress of Mathematicians: 65–77
- Debreu, Gérard (Março de 1974). «Excess demand functions». Journal of Mathematical Economics. 1 (1): 15–21. doi:10.1016/0304-4068(74)90032-9
- Debreu, Gérard (Março de 1975). «The rate of convergence of the core of an economy». Journal of Mathematical Economics. 2 (1): 1–7. doi:10.1016/0304-4068(75)90008-7
- Debreu, Gérard (Maio de 1976). «The application to economics of differential topology and global analysis: regular differentiable economies». The American Economic Review: Papers and Proceedings. 66 (2): 280–287. JSTOR 1817234
- Debreu, Gérard (Julho de 1976). «Least concave utility functions». Journal of Mathematical Economics. 3 (2): 121–129. doi:10.1016/0304-4068(76)90020-3
- Debreu, Gérard; Koopmans, Tjalling C. (Dezembro de 1982). «Additively decomposed quasiconvex functions» (PDF). Mathematical Programming. 24 (1): 1–38. doi:10.1007/BF01585092
- Debreu, Gérard (Junho de 1984). «Economic theory in the mathematical mode». The American Economic Review. 74 (3): 267–278. JSTOR 1804007 Pdf.
- Debreu, Gérard (Dezembro de 1984). «Economic theory in the mathematical mode». The Scandinavian Journal of Economics. 86 (4): 393–410. JSTOR 3439651. doi:10.2307/3439651 Pdf.
- Debreu, Gérard (Novembro de 1986). «Theoretic models: mathematical form and economic content». Econometrica. 54 (6): 1259–1270. JSTOR 1914299. doi:10.2307/1914299
- Debreu, Gérard (Março de 1991). «The mathematization of economic theory». The American Economic Review. 81 (1): 1–7. JSTOR 2006785 (Discurso presidencial proferido na 103ª reunião da Associação Econômica Americana, 29 de dezembro de 1990, Washington, D.C.) Full text.
- Debreu, Gérard (1994). «Innovation and research: an economist's viewpoint on uncertainty». Nobelists for the Future
- Debreu, Gérard; Buchanan, James M.; Klein, Lawrence R.; Friedman, Milton; Solow, Robert M. (2001). «The most significant contributions to economics during the twentieth century: lists of the Nobel laureates». The European Journal of the History of Economic Thought. 8 (3): 289–297. doi:10.1080/09672560110062915